# Lajsan Utiaszewa
Liajsan Albiertowna Utiaszewa (ros. Ляйса́н Альбе́ртовна Утяшева, baszk. Ләйсән Альберт ҡыҙы Үтәшева, tatar. Ләйсән Альберт кызы Үтәшева; ur. 28 czerwca 1985 we wsi Rajewski rejonu alszejewskiego Baszkortostanu) – rosyjska gimnastyczka artystyczna, Zasłużony Mistrz Sportu.

## Kariera
Po odejściu ze sportu zaczęła pracować jako prezenterka telewizyjna w stacji NTV. W parze z Aleksiejem Mazurinem brała udział w piątej edycji programu Tancy so zwiozdami (2010). Od 28 sierpnia 2021 roku pracuje w stacji TNT.

### Życie prywatne
We wrześniu 2012 roku poślubiła komika Pawła Wolę z Comedy Club. Do Igrzysk Olimpijskich w Tokio była przyjaciółką Aliny Kabajewej.